# Instituto para la Investigación Biológica de Israel
El Instituto para la Investigación Biológica de Israel es un laboratorio de investigación y desarrollo israelí. Está bajo la jurisdicción de la Oficina del Primer Ministro que trabaja en estrecha cooperación con las agencias gubernamentales israelíes. El instituto tiene muchos proyectos públicos en los que trabaja con organizaciones internacionales de investigación (gubernamentales y no gubernamentales) y con universidades. La organización tiene aproximadamente 350 empleados, 150 de los cuales son científicos. Los resultados de sus investigaciones a menudo se publican en publicaciones científicas nacionales e internacionales. Se cree que el instituto participa en la fabricación de armas químicas y biológicas. La organización está desarrollando actualmente una vacuna contra el virus SARS-CoV-2, las pruebas de dicha vacuna se han llevado a cabo en el Centro Médico Sheba - Tel HaShomer y en el Hospital Hadassah.

## Historia
El instituto se llamó originalmente Hemed Bet y comenzó siendo inicialmente la unidad de guerra biológica del Haganá. Alexander Kenyan, un estudiante de microbiología, estableció el Hemed Bet en Jaffa, en febrero de 1948, poco antes de la Independencia de Israel, bajo la dirección de Yigael Yadin, el director de operaciones del Haganá. El judío Efraim Katzir fue el primer comandante de Hemed Bet. El instituto en su forma actual se fundó en 1952, después de que el Hemed Bet se trasladara a un huerto de naranjos ubicado cerca de Ness Ziona. La organización fue fundada en una antigua mansión palestina propiedad de la familia Wadi Hunayn.
Entre los fundadores se encontraban el profesor Ernst David Bergmann, asesor científico del Primer Ministro David Ben-Gurion y director de Investigación y Desarrollo del Ministerio de Defensa. Keynan fue el primer director del instituto. Algunos de los campos en los que la organización realiza sus investigaciones incluyen:
- Técnicas de diagnóstico médico.
- Mecanismos de enfermedades patógenas.
- Vacunas y productos farmacéuticos.
- Síntesis e ingeniería de proteínas y enzimas.
- Biotecnología de procesos.
- Evaluación del riesgo de contaminación del aire.
- Detectores y biosensores ambientales.

Se sospecha ampliamente que el instituto está involucrado en el desarrollo de armas químicas y biológicas. También se supone que el instituto desarrolla vacunas y antídotos para este tipo de armas. Aunque se niega a confirmarlo, se sospecha que el Estado de Israel ha desarrollado capacidades ofensivas de armas biológicas y químicas, y se sabe que el servicio de inteligencia israelí, el Mosad ha utilizado armas biológicas en misiones de asesinato. Israel no ha firmado la Convención sobre Armas Biológicas, y sí ha firmado pero no ha ratificado la Convención sobre Armas Químicas.
Marcus Klingberg, el espía de más alto rango de la antigua Unión Soviética capturado en Eretz Israel, se desempeñó como director científico adjunto del instituto. Se había unido a la organización en 1957, y se desempeñó como director científico adjunto hasta 1972, así como jefe del departamento de epidemiología hasta 1978. Fue arrestado en 1983 y condenado por espionaje. Su arresto y sentencia se mantuvieron en secreto durante más de una década.
El vuelo 1862 de la compañía aérea El Al se estrelló en los Países Bajos en 1992 y transportaba una carga con destino al Instituto Israelí para la Investigación Biológica que incluía 190 litros de metilfosfonato de dimetilo, que (entre muchos otros usos) podría usarse en la síntesis del gas nervioso sarín, y ahora es un producto químico de la Lista 2 de la Convención de Armas Químicas. Israel declaró que el material no era tóxico, que este se iba a utilizar para probar los filtros que protegen contra las armas químicas, y que el mismo se había incluido en el manifiesto de carga de conformidad con las reglamentaciones internacionales. El Ministerio de Asuntos Exteriores neerlandés confirmó que ya tenía conocimiento previo de la presencia de productos químicos en el avión.
Según el sitio de armas químicas CWInfo, la cantidad involucrada era demasiado pequeña para la preparación de una cantidad militarmente útil de gas sarín, pero sería compatible con la fabricación de pequeñas cantidades para probar métodos de detección y confeccionar ropa protectora.
Según el escritor de inteligencia británico Gordon Thomas, la instalación está rodeada por un alto muro de hormigón rematado con sensores y guardias armados patrullan su perímetro. No se permite que ningún avión sobrevuele las instalaciones y no aparece en ningún mapa o guía telefónica de la zona. Dentro de la instalación, las palabras clave y la identificación visual controlan el acceso a cada área, y hay numerosas puertas corredizas a prueba de bombas que solo se pueden abrir con tarjetas magnéticas cuyos códigos se cambian todos los días. Los pasillos dentro de la instalación están patrullados por guardias. Muchas de las instalaciones de investigación fueron construidas a una gran profundidad. Todos los empleados y sus familias se someten a intensos controles sanitarios todos los meses.
Life Science Research Israel (Investigación para la Vida y la Ciencia en Israel) es una empresa filial del Instituto Israelí para la Investigación Biológica y se dedica a la explotación comercial de las tecnologías innovadoras desarrolladas por el instituto. Según su informe anual, el presupuesto del año 2000 fue de 16,6 millones de NIS (unos 4 millones de dólares estadounidenses), con unos ingresos de 12,9 millones de NIS (3 millones de dólares estadounidenses).